# Spectre (film)
Spectre è un film del 2015 diretto da Sam Mendes.
La pellicola è il sequel di Skyfall (2012) e il 24º film della serie di film di James Bond. Prodotta dalla EON Productions, e vede per la quarta volta protagonista Daniel Craig nel ruolo dell'agente segreto James Bond. È il secondo film della serie diretto da Mendes dopo Skyfall.

## Trama
Seguendo un messaggio postumo della precedente M, James Bond si reca a Città del Messico per uccidere Marco Sciarra, membro di un'ignota organizzazione criminale che stava pianificando un attentato. Bond prende l'anello dell'uomo e torna a Londra, dove il nuovo M lo sospende per avere agito senza autorizzazione causando inoltre un grave incidente diplomatico.
L'attuale M incontra quindi il nuovo capo dei servizi segreti congiunti Max Denbigh (nome in codice "C"), che lo informa della sua volontà di unire i servizi segreti di tutto il mondo per cancellare definitivamente il programma 00 ritenuto ormai obsoleto: a tal proposito Denbigh vorrebbe far approvare un programma, i "Nove Occhi", riguardo al quale M rimane molto scettico. Sempre seguendo le ultime volontà dell'ex M, Bond si reca segretamente a Roma per presenziare al funerale di Sciarra facendo conoscenza della vedova dell'uomo, Lucia: dopo averla sedotta riesce ad infiltrarsi alla riunione dell'organizzazione di cui il marito faceva parte ma viene scoperto dal capo di questa, Franz Oberhauser, una figura appartenente al passato dell'agente. Prima di fuggire Bond scopre che tale organizzazione gestisce numerosi traffici illegali ed è collegata a diversi attentati avvenuti di recente.
James si mette quindi alla ricerca di un uomo che l'organizzazione di Oberhauser vuole eliminare e, con l'aiuto di Eve Moneypenny, scopre che si tratta di Mr. White: l'agente lo rintraccia in un isolato chalet austriaco dove White, debole e morente per un avvelenamento da tallio inflittogli dall'organizzazione, si sta nascondendo; l'uomo, prima di suicidarsi, fa promettere all'agente che proteggerà sua figlia, Madeleine Swann, e in cambio lei condurrà Bond a L'Americain, che porterebbe James più vicino ad Oberhauser.
James raggiunge la clinica privata sulle Alpi in cui la giovane donna lavora come psicologa e lì viene raggiunto anche da Q, a cui consegna l'anello dell'organizzazione affinché possa essere esaminato. Dopo avere salvato Madeleine da alcuni uomini di Oberhauser, Bond viene ragguagliato da Q: all'organizzazione, chiamata SPECTRE, erano in qualche modo affiliati anche vecchie conoscenze dell'agente quali Le Chiffre, Dominic Greene, Mr. White e Raoul Silva, tutti collegati tra loro da una sola persona, Franz Oberhauser, che però pare essere morto vent'anni prima in una valanga assieme al padre.
Dopo che un violento attentato della SPECTRE colpisce Città del Capo anche il governo sudafricano decide di aderire al programma Nove Occhi, che viene quindi approvato all'unanimità; nel frattempo Madeleine e James giungono a Tangeri e, in una vecchia stanza d'albergo (chiamato appunto L'Americain) che un tempo White affittava per la propria famiglia, trovano una mappa e delle indicazioni che li conducono nel bel mezzo del deserto: là vengono raggiunti da un autista che li conduce alla base della SPECTRE, situata in un cratere nel deserto. Qui Oberhauser rivela di essere in combutta con C e di avere organizzato gli attentati ai danni degli Stati restii ad approvare il programma Nove Occhi, finanziato e progettato da lui stesso, perché questo potesse essere approvato.
Oberhauser imprigiona quindi Bond e Madeleine, ormai legati sentimentalmente, rivelando la sua identità: è il figlio dell'uomo che crebbe Bond dopo che questo rimase orfano e, invidioso delle attenzioni del padre verso il giovane James, uccise il genitore e si finse morto entrando nel mondo del crimine con il nome di Ernst Stavro Blofeld, il cui obiettivo era quello di fare soffrire il fratello adottivo (molti dei lutti e delle difficoltà che l'agente ha dovuto patire sono state infatti orchestrate da lui e dalla sua SPECTRE). Nonostante le torture di Blofeld, James riesce a liberarsi grazie all'aiuto di Madeleine e apparentemente ad uccidere il suo avversario con l'orologio-bomba fornitogli da Q per poi fuggire.
Tornato a Londra Bond, assieme a M, Moneypenny e Tanner, compie una corsa contro il tempo per fermare Denbigh e il lancio dei Nove Occhi, che donerebbe potere illimitato alla SPECTRE: mentre il gruppo di M penetra nella sede di C, Bond viene catturato e condotto nell'ex sede dell'MI6 davanti a Blofeld, vivo ma sfigurato in volto. Quest'ultimo propone a 007 una scelta: morire nel tentativo di salvare Madeleine, intrappolata da qualche parte nell'edificio che verrà distrutto da delle cariche esplosive, o fuggire e sopravvivere con il rimorso di non avere salvato la ragazza. Q riesce a fermare l'attivazione dei Nove Occhi mentre Denbigh muore nella lotta contro M cadendo dal palazzo; James riesce a salvare Madeleine ed insegue con un motoscafo sul Tamigi Blofeld, che sta fuggendo su un elicottero. Bond riesce ad abbattere il velivolo e, nonostante l'incitamento dello stesso Blofeld, decide di lasciarlo in vita e consegnarlo a M.
Tempo dopo James si presenta da Q per ritirare la sua Aston Martin DB5 e con questa parte assieme a Madeleine.

## Produzione

### Pre-produzione
Nel novembre 2014 la Sony Pictures Entertainment subì un attacco hacker, e vennero diffusi alcuni documenti riservati su delle problematiche riscontrate durante la pre-produzione del film, oltre alle prime bozze della sceneggiatura di John Logan. Successivamente la EON Productions confermò la fuga di notizie, chiarendo però che la bozza diffusa online è solo una prima stesura della sceneggiatura e non la versione finale.
Nel marzo 2013 Sam Mendes dichiarò di non volere tornare a dirigere il sequel di Skyfall, salvo poi ritrattare ed accettare il progetto; Mendes è il quinto regista a dirigere due film consecutivi di James Bond dopo Terence Young (Agente 007 - Licenza di uccidere e A 007, dalla Russia con amore), Guy Hamilton (Agente 007 - Una cascata di diamanti e Agente 007 - Vivi e lascia morire), Lewis Gilbert (La spia che mi amava e Moonraker - Operazione spazio) e John Glen (Solo per i tuoi occhi e Octopussy - Operazione piovra).
Nel luglio 2015, nel corso di un'intervista alla BBC, Mendes dichiara il suo ritiro dalla saga dicendo: «non potrò buttarmi in questa esperienza un'altra volta. Si tratta più di una scelta di vita che di un lavoro». Tra preparazione e finalizzazione, il regista ha trascorso circa cinque anni su entrambi i film.

### Budget
Il budget del film è stato di 245 milioni di dollari, posizionandolo cosi al 9º posto dei film più costosi della storia del cinema, mentre la campagna pubblicitaria è costata oltre i 100 milioni.

### Cast

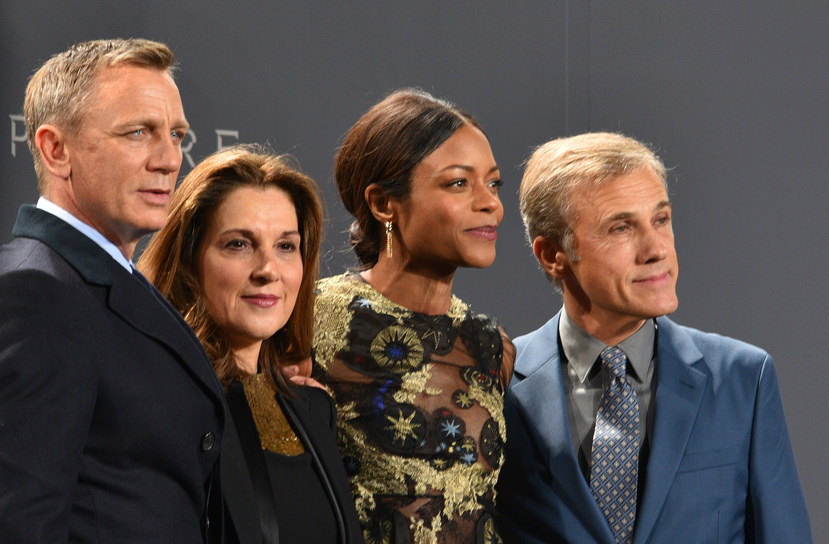
Daniel Craig, la produttrice Barbara Broccoli, Naomie Harris e Christoph Waltz all'anteprima berlinese del film.

- Daniel Craig è James Bond, agente 007 del servizio segreto britannico.
- Christoph Waltz è Franz Oberhauser, una misteriosa figura all'interno di SPECTRE che afferma di avere un legame personale con Bond.
- Léa Seydoux è Madeleine Swann, psicologa in una clinica privata sulle Alpi austriache e figlia di Mr. White.
- Ben Whishaw è Q, il responsabile del Settore Q; ha il compito di fornire a Bond il suo equipaggiamento.
- Naomie Harris è Eve Moneypenny, segretaria di M.
- Dave Bautista è Mr. Hinx, assassino e membro importante della SPECTRE.
- Monica Bellucci è Lucia Sciarra, la vedova di un criminale ucciso da Bond.
- Ralph Fiennes è Gareth Mallory, il nuovo M, capo dell'MI6 e comandante di Bond. È un ex-membro delle forze speciali.
- Andrew Scott è Max Denbigh, membro del governo britannico e capo dei nuovi servizi segreti congiunti, nome in codice C.
- Rory Kinnear è Bill Tanner, il Capo di Stato Maggiore dell'MI6.
- Jesper Christensen è Mr. White, fuggitivo dell'MI6 e membro Quantum, sub-organizzazione della SPECTRE.

#### Casting
Il cast viene annunciato nel dicembre 2014 ai Pinewood Studios. Oltre a Daniel Craig ritornano Ralph Fiennes, Naomie Harris, Ben Whishaw e Jesper Christensen, mentre Rory Kinnear torna per la terza volta all'interno del franchise a ricoprire il ruolo di Bill Tanner.

### Riprese
Dennis Gassner venne confermato come scenografo dopo Quantum of Solace e Skyfall, mentre Hoyte van Hoytema ha sostituito Roger Deakins come direttore della fotografia. Il film è stato girato su pellicola 35 mm Kodak.

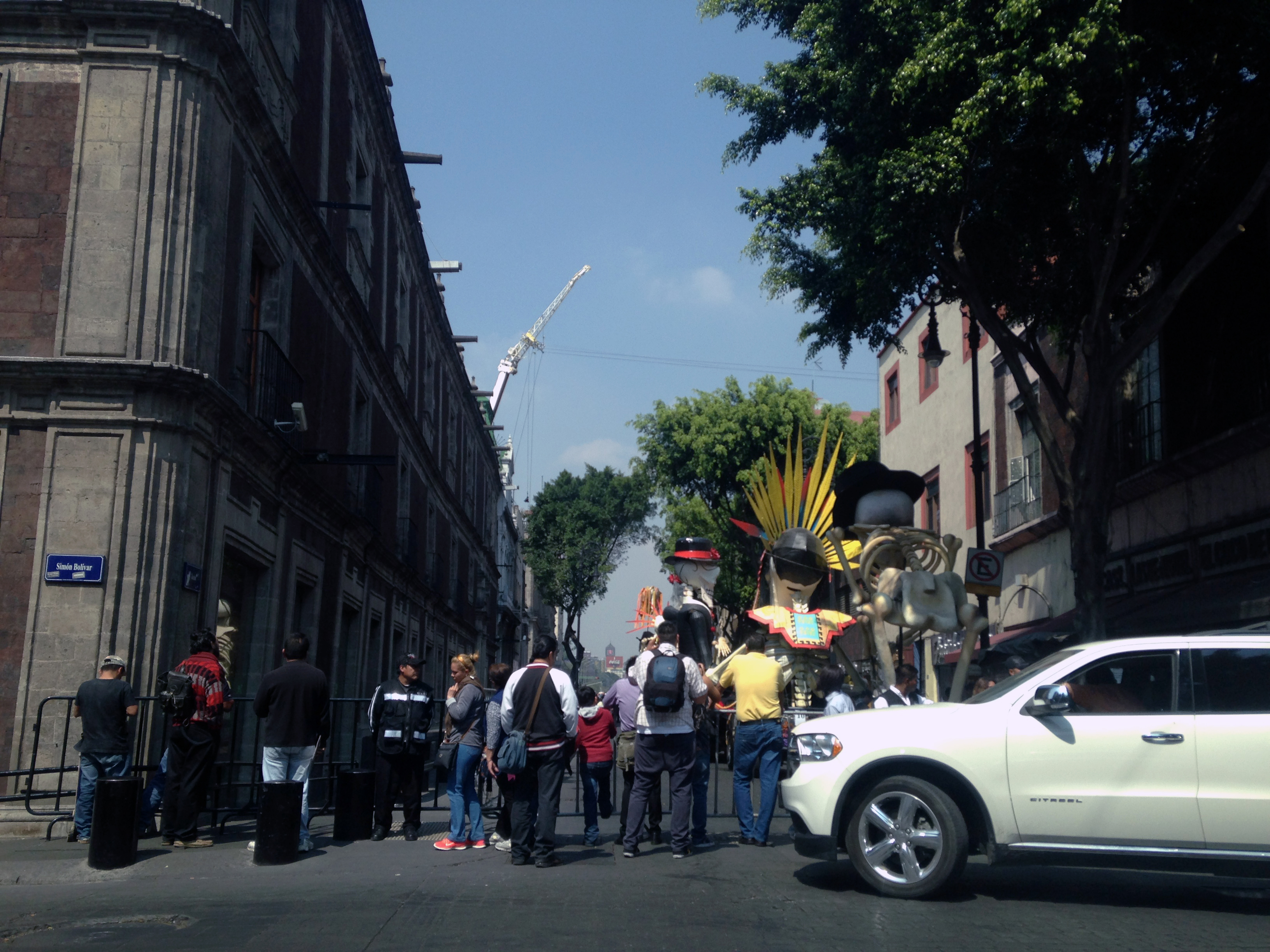
Parte delle riprese a Città del Messico, nel marzo del 2015.

Le riprese del film sono iniziate l'8 dicembre 2014 ai Pinewood Studios di Londra e sono durate sette mesi circa. Le prime scene girate ai Pinewood Studios hanno riguardato gli interni, mentre successivamente le riprese si sono spostate nei pressi del fiume Tamigi. Le riprese in esterni sono iniziate alla fine del 2014 in Austria, tra le località di Sölden, Obertilliach, Altaussee, la Ötztal Glacier Road (seconda strada pavimentata più alta d'Europa) e sul ghiacciaio Rettenbach, fino al febbraio 2015.
A fine gennaio le riprese vennero temporaneamente sospese per un infortunio avvenuto durante una scena d'azione a Daniel Craig, e riprendono il 7 febbraio. Successivamente la produzione tornò a Londra tra il Blenheim Palace e la contea di Oxfordshire.
A fine febbraio le riprese si sono spostate a Roma. Una scena di inseguimento tra un'Aston Martin DB10 e una Jaguar C-X75 è stata girata sul lungotevere e in via Nomentana.
Dopo avere terminato le riprese a Roma a metà marzo la produzione si sposta a Città del Messico, dove è stata girata la scena iniziale del film ambientata durante il giorno dei Morti nella Piazza della Costituzione e nel centro storico di Città del Messico. Durante la pausa delle riprese per le festività pasquali l'attore Daniel Craig si è sottoposto ad un intervento chirurgico artroscopico per riparare una ferita al ginocchio avvenuta durante le riprese effettuate in Messico.
Le riprese si sono concluse in Marocco nel mese di giugno, tra le città di Tangeri, Oujda e Erfoud.

## Colonna sonora

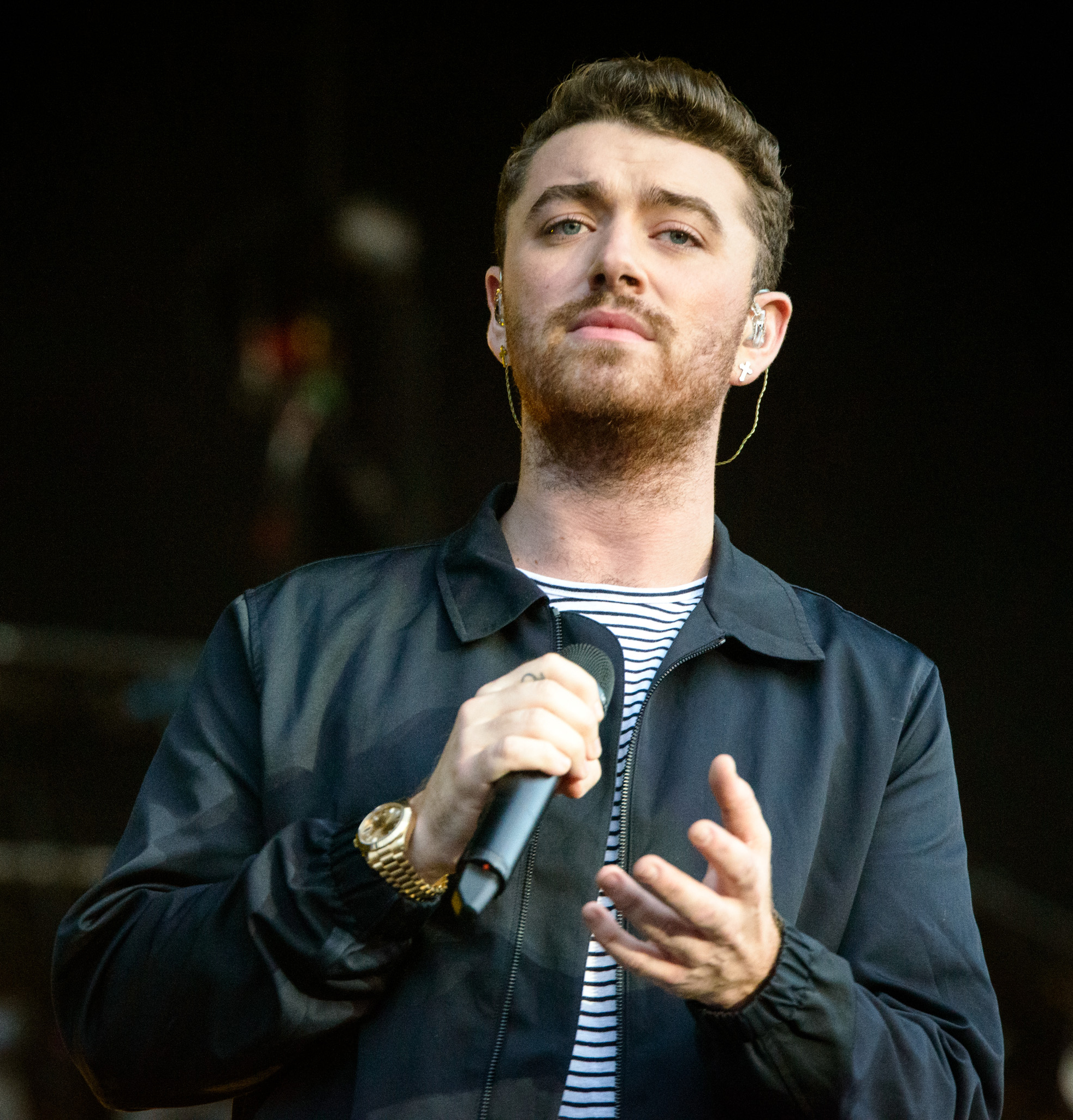
Sam Smith ha scritto e interpretato Writing's on the Wall, canzone che accompagna i titoli di testa.

La colonna sonora del film è composta da Thomas Newman, già autore delle musiche di Skyfall. Il tema principale, Writing's on the Wall, è scritto e interpretato dal cantante britannico Sam Smith.
Il 25 dicembre 2015 il gruppo musicale britannico Radiohead ha reso disponibile per l'ascolto un brano intitolato Spectre, composto anch'esso in origine per il film ma successivamente scartato in quanto «non ha funzionato».

## Promozione
Nel dicembre 2014, durante la conferenza di lancio del progetto, la EON Productions, insieme alla Aston Martin, ha annunciato che la nuova macchina di James Bond in questo film sarà la Aston Martin DB10, modello unico che debutta nel film, disegnata in collaborazione tra l'Aston Martin e i produttori del film, come celebrazione del cinquantesimo anniversario del franchise di James Bond.
Il 17 marzo 2015 è stato diffuso il teaser poster del film, raffigurante Daniel Craig e il titolo del film con il marchio 007. Il 22 luglio 2015 è stato pubblicato il trailer ufficiale della durata di 2 minuti e 30 secondi.

## Distribuzione
Il 25 marzo 2015 venne annunciato via Twitter il lancio del primo teaser trailer del film, pubblicato il 27 marzo sul sito ufficiale della saga, seguito poi dalla versione italiana.
La première mondiale ha avuto luogo a Londra il 26 ottobre 2015, stesso giorno in cui il film è stato distribuito nelle sale cinematografiche britanniche e irlandesi; in quelle italiane è arrivata a partire dal 5 novembre, mentre in quelle statunitensi dal 6 novembre.

### Data di uscita
Le date di uscita internazionali nel corso del 2015 sono state:
- 26 ottobre nel Regno Unito e Irlanda
- 29 ottobre nei Paesi Bassi
- 30 ottobre in Danimarca, Finlandia (007 Spectre), Norvegia (James Bond: Spectre) e Svezia
- 4 novembre in Belgio e Lussemburgo
- 5 novembre in Albania, Argentina (007: Spectre), Bahrein, Brasile (007 Contra Spectre), Cile, Colombia, Germania (James Bond 007: Spectre), Egitto, Israele, Italia, Kuwait, Libano, Macedonia del Nord, Messico (007: Spectre), Perù, Portogallo (007 Spectre), Repubblica Ceca, Serbia (Spektar), Singapore, Slovacchia (James Bond: Spectre), Svizzera (cantoni italiani e tedeschi), Thailandia, Taiwan (007：惡魔四伏), Ucraina (007: Спектр) e Ungheria (007 Spectre: A Fantom visszatér)
- 6 novembre in Austria, Bielorussia, Bulgaria (Спектър), Canada, Croazia, Estonia (007: Spectre), Filippine, Hong Kong, Georgia (Speqtri), Indonesia, Iraq, Islanda, Kazakistan (Спектр: 007), Lettonia (007: Spektrs), Lituania (Spektras), Malaysia, Pakistan, Polonia, Romania, Russia (007: Спектр), Spagna, Stati Uniti d'America, Turchia, Vietnam (Bóng Ma) e Venezuela
- 11 novembre in Corea del Sud, Francia (007 Spectre) e Svizzera (cantoni francesi)
- 12 novembre in Australia, Grecia e Uruguay
- 13 novembre in Cambogia, Cina e Ecuador
- 20 novembre in India
- 27 novembre in Sudafrica
- 4 dicembre in Giappone (007 スペクター)

### Edizione italiana
Il doppiaggio e la sonorizzazione del film sono stati effettuati dalla CDC Sefit Group; i dialoghi sono stati adattati da Marco Mete, mentre il direttore del doppiaggio è stato Sandro Acerbo.

## Accoglienza

### Incassi
Nel suo primo week-end di programmazione Spectre ha incassato 73 milioni di dollari negli Stati Uniti e 5 milioni di Euro in Italia, arrivando a 300 milioni di dollari in tutto il mondo.
In Italia il film ha incassato 5014000 € nella prima settimana di programmazione, per poi arrivare a quota 8867000 € la settimana successiva. In totale il film ha incassato 12417836 €.
Spectre ha ottenuto un incasso pari a 200074609 $ in Nord America e 680600000 $ nel resto del mondo, per un totale mondiale di 880674609 $.

### Critica
Il film è stato accolto in maniera mista dalla critica cinematografica, dividendosi fra chi ha elogiato la pellicola e chi invece l'ha stroncata. L'aggregatore di recensioni Rotten Tomatoes riporta una percentuale di gradimento del 63% con un voto medio di 6.4 su 10, basato su 370 recensioni professionali, mentre il sito Metacritic attribuisce al film un punteggio di 60 su 100 in base a 48 recensioni.
Meno entusiastica è stata la critica statunitense. Il sito rogerebert.com ha espresso una valutazione medio-bassa, definendo il film «incoerente e incapace di sfruttare il suo enorme potenziale». Anche le recensioni di quotidiani come il Los Angeles Times non sono state entusiasmanti: esso rivela che il film «esaurisce la pazienza con il suo essere così blando», mentre ancora più pesante è stato il New York Times che sostiene che il film non ha «nulla di sorprendente» e che ha «sacrificato la sua originalità in favore solo del botteghino». La rivista Forbes ha definito Spectre come «il peggior film di 007 degli ultimi 30 anni». L'attore Pierce Brosnan, che ha interpretato James Bond in quattro film tra il 1995 e il 2002, ha criticato il film dicendo: «ho pensato subito che fosse troppo lungo. La storia era piuttosto debole, l'hanno allungata troppo. Non è né carne né pesce. Non è né Bond né Bourne».
Anche i siti di critica italiani, come Cineblog.it e Film.it, hanno sottolineato la differenza tra questo capitolo della saga e Skyfall, rivelando che «in questo film resteranno delusi coloro che si aspettavano un post-Skyfall, mentre gli altri potranno serenamente godersi un buon action». Al contrario, altri siti di cinema hanno espresso giudizi più favorevoli verso l'opera: MYmovies.it assegna al film un punteggio di 3,5 stelle su 5 e Comingsoon.it 4 su 5.

### Primati
Il film è entrato nel Guinness dei primati per la «più grande esplosione della storia del cinema», preparata con 8.418 litri di carburante e 33 chilogrammi di esplosivo; la scena è stata girata a Erfoud, in Marocco.

## Riconoscimenti
- 2016 - Premio Oscar[43][44]
  - Miglior canzone originale (Writing's on the Wall) a Jimmy Napes e Sam Smith
- 2016 - Golden Globe[45][46]
  - Migliore canzone originale (Writing's on the Wall)
- 2016 - Satellite Award[47]
  - Candidatura per la miglior fotografia a Hoyte van Hoytema
  - Candidatura per la miglior colonna sonora originale a Thomas Newman
  - Candidatura per la miglior canzone originale (Writing's on the Wall)
  - Candidatura per i migliori effetti visivi
  - Candidatura per il miglior montaggio a Lee Smith
  - Candidatura per il miglior suono
  - Candidatura per la miglior scenografia a Dennis Gassner
- 2015 - Critics' Choice Movie Award[48]
  - Candidatura per il miglior attore in un film d'azione a Daniel Craig
  - Candidatura per la migliore canzone originale (Writing's on the Wall)
- 2016 - Teen Choice Awards[49]
  - Candidatura per il miglior film d'azione/avventura
  - Candidatura per la migliore attrice in un film d'azione/avventura a Léa Seydoux
- 2016 - European Film Awards[50]
  - Candidatura per il Premio del pubblico